# Đà điểu đầu mào lùn
Casuarius bennetti (tên tiếng Anh: Đà điểu đầu mào lùn hoặc Đà điểu đầu mào Bennett) là một loài đà điểu đầu mào trong họ Đà điểu châu Úc.
Đà điểu đầu mào lùn được tìm thấy tại New Guinea, New Britain và đảo Yapen, chủ yếu tại vùng cao nguyên.

## Hình ảnh

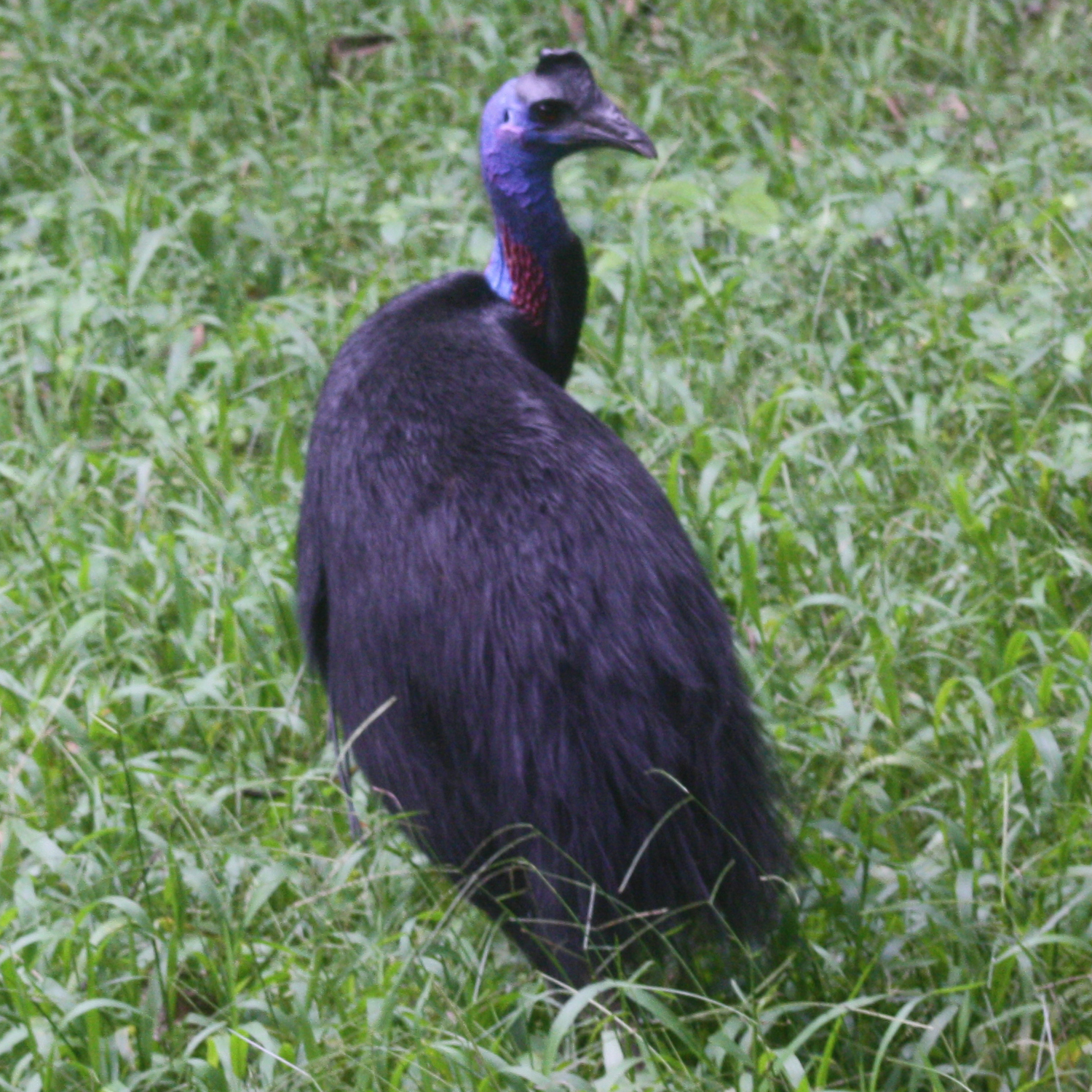
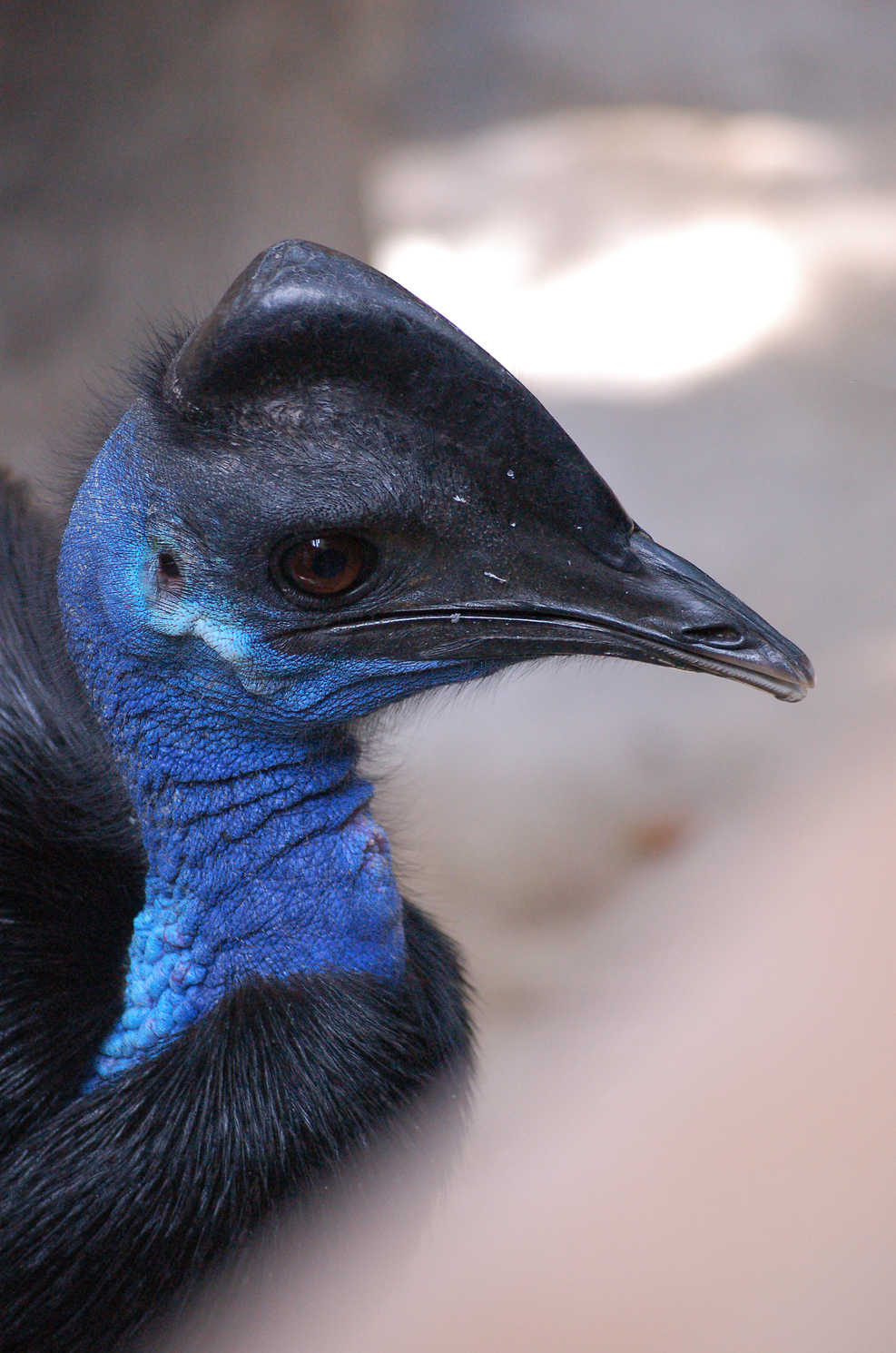
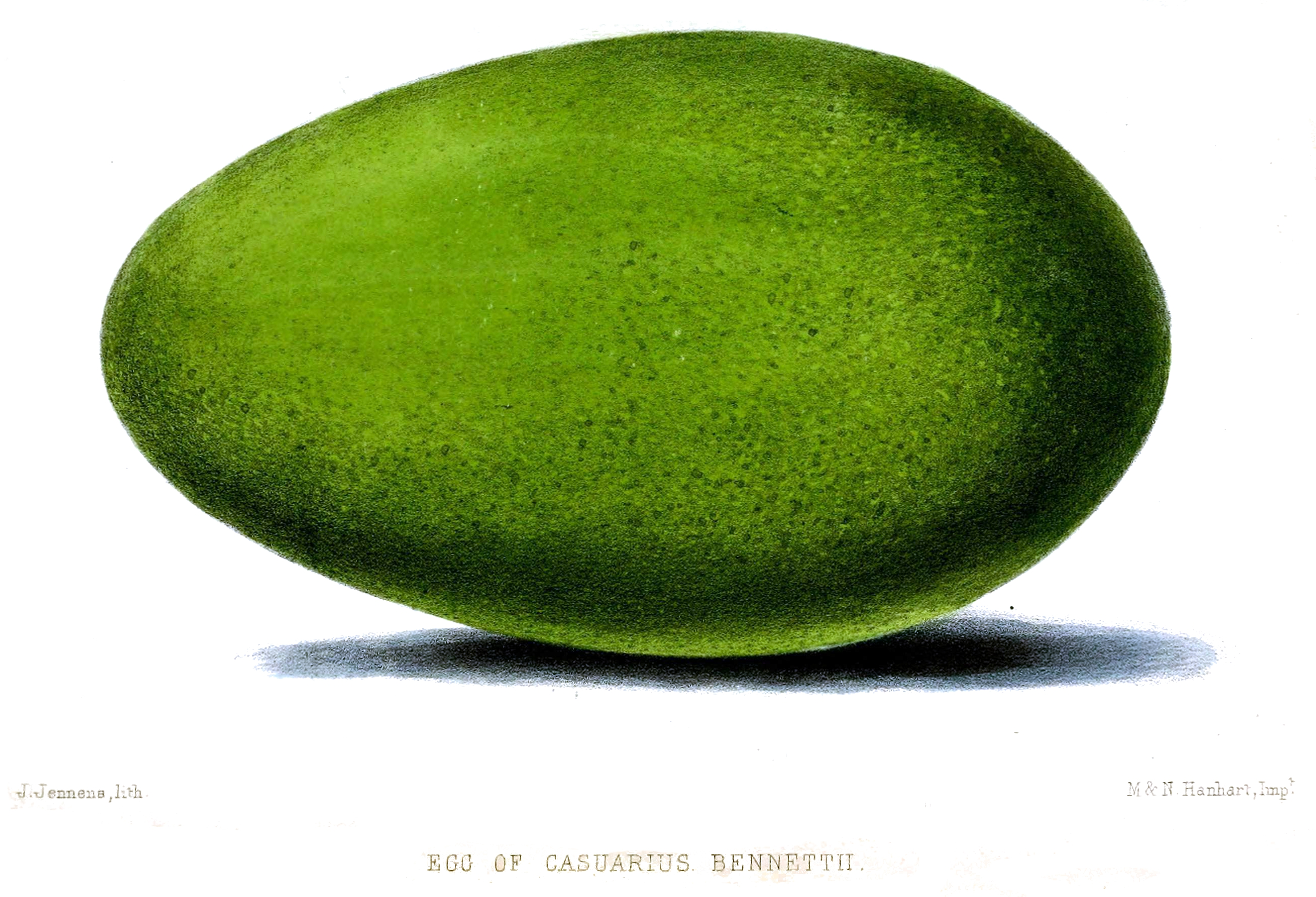
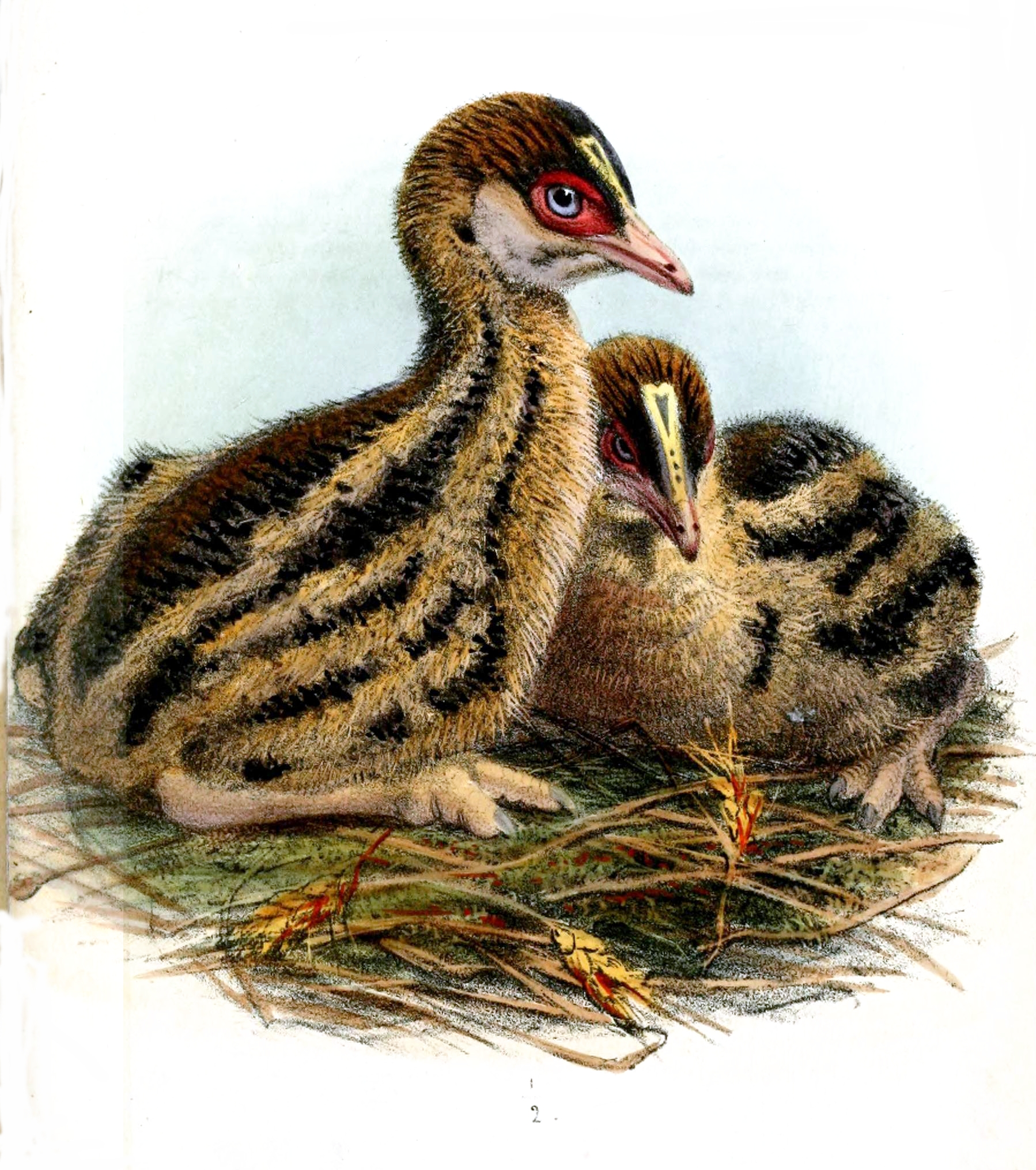